# Красногвардієць (станційне селище, Бузулуцький район)
Кра́сногварді́єць (рос. Красногвардеец) — станційне селище у складі Бузулуцького району Оренбурзької області, Росія.

## Населення
Населення — 96 осіб (2010; 83 у 2002).
Національний склад (станом на 2002 рік):
- росіяни — 93 %